# كسينيا (اسم)
كسينيا (باليونانية: ξενία)‏ هو اسم علم شخصي مؤنث من أصل يوناني وألذي يعني الكرم، ومصادر أخرى تذكر أن معناه الأجنبية وألذي يقابل بربارة في اللاتينية، يعتبر من أكثر الأسماء الشعبية في في الدول السلافية في شرق أوروبا مثل روسيا و أوكرانيا، وله أشكال أخرى مثل أوكسانا وأكسانا وسينيا وزينيا. يعتبر أيضاً اسم مقدس في المسيحية نسبةً للقديسة كسينيا الرومانية (من القرن الخامس) والقديسة الروسية كسينيا بيتروفا.

## الشخصيات
- كسينيا سوخينوفا ملكة جمال وعارضة أزياء روسية
- كسينيا سوبتشاك ممثلة ومذيعة وسياسية روسية
- زينيا تشوميتشيفا ممثلة وعارضة أزياء روسية
- كسينيا رابوبور ممثلة روسية
- كسينيا سفيتلوفا سياسية وصحفية إسرائيلية
- كسينيا سيتنيك مغنية بيلاروسية
- كسينيا ريزهوفا عداءة روسية
- كسينيا بيرفاك لاعبة كرة مضرب كازاخستانية روسية
- كسينيا ليكينا لاعبة كرة مضرب روسية
- كسينيا ماكييفا لاعبة كرة يد روسية
- كسينيا ميليفسكايا لاعبة كرة مضرب بيلاروسية
- كسينيا ألكان لاعبة كرة مضرب قيرغزستانية
- كسنيا سولو ممثلة كندية لاتفية
- زينيا كنول لاعبة كرة مضرب سويسرية
- زينيا سميتس لاعبة كرة يد ألمانية